# 플램스티드 명명법
플램스티드 명명법(Flamsteed designation)은 바이어 명명법과 비슷하나, 그리스 문자 대신 아라비아 숫자를 사용한다. 형식은 아라비아 숫자 뒤에 해당 별이 위치한 별자리의 라틴어 소유격을 붙이는 방식이다. 플램스티드 명명법으로 지정된 항성의 개수는 모두 2,554개이다.
숫자는 원래 각 별자리 내에서 경도에 따라 순차적으로 증가하는 방식이었다. 그런데 세차 운동 때문에 일부 영역의 별들은 현재 숫자가 맞지 않는다. 이 방식이 처음 언급된 책은 에드먼드 핼리와 아이작 뉴턴이 1712년 출판한 존 플램스티드의 영국 천체 목록(Historia coelestis Britannica) 임시판이었는데, 이는 플램스티드 본인의 허가 없이 게재된 것이었다. 플램스티드 사후 1725년 출판된 플램스티드 항성목록에서는 숫자를 전부 누락하기도 했다. 이후 별자리 영역은 조정되었으나, 일부 별들에 붙어 있던 예전 별자리 이름들은 바뀌지 않고 그대로 쓰이고 있다.
18세기동안 플램스티드 명명법은 널리 쓰였으나, 현재는 바이어 명명법 중 누락된 별들을 제외하고는 잘 쓰이지 않는다. 알려진 별들 중 플램스티드 방식으로 주로 불리는 것의 예로 페가수스자리 51(51 Pegasi)과 백조자리 61(61 Cygni) 등이 있다.
플램스티드 명명법에 의해 숫자가 붙은 별들은 대부분이 당시 영국 본토 영역에서 보이는 것들로, 북반구에서 볼 수 없는 남반구의 별들에는 기호가 부여되지 않았다. 큰부리새자리 47과 에리다누스자리 82는 플램스티드 명명법에 따른 명명법이라고 착각할 수 있으나, 플램스티드 명명법이 아닌 이와 비슷한 명명법인 굴드 명명볍에 따른 표기이다.
일부 목록들은 항성이 아님에도 항성으로 취급한 경우가 있는데, 예를 들면 1690년 플램스티드는 천왕성을 관측했지만 행성인 줄 모르고 황소자리 34라고 명명했다.
그 실체를 명확히 알 수 없는 별도 일부 있는데 카시오페이아자리 3의 경우 카시오페이아자리 A를 형성한 초신성을 관측한 것이라는 설과 육분의를 읽는 과정에서 발생한 오류로 인해 
카시오페이아자리 타우나 HD 220562를 중복 기록한 것이라는 설이 있다.

## 같이 보기
- 바이어 명명법
- 아르겔란더 명명법
- 플램스티드 천체
- 별자리